# Smokin' Guns
Smokin' Guns es un videojuego del género First Person Shooter.El juego pretende ser una simulación realista de la atmósfera del Viejo Oeste americano. El juego, así como las ubicaciones se inspiran en las películas occidentales de werstern, en particular las del género Spaghetti Western.La base de código de Smokin' Guns es de software libre y de código abierto, distribuido bajo los términos de la GNU General Public License. Está creado sobre el motor gráfico IoqQuake3, una actualización del motor del Quake III arena.

## Gameplay
Smokin 'Guns es una simulación semirealista de la atmósfera del werstern americano. El juego es una conversión total que se desarrolló del motor de Quake 3. Incluye armas creadas con su información históricamente correcta sobre el daño, la tasa de fuego, el tiempo de recarga, etc.
Incluye tipos de juegos y mapas inspirados principalmente en películas, así como una banda sonora personalizada. El juego difiere en muchos aspectos de juegos similares que se basan en Quake 3:
1. No es posible regenerar la salud.
2. El daño recibido permanece hasta que un jugador muere y revive.
3. Las armas tienen que ser compradas con dinero que se da como recompensa por derrotar a los oponentes (similar a Counter Strike) .
4. La cantidad de dinero depende del rango de ambos jugadores involucrados.
5. Los jugadores derrotados pierden sus armas y pueden ser recogidas por otros.
6. Hay muy pocas armas en los mapas.
7. Las recolecciones de dinero se pueden encontrar en varios mapas, dependiendo del tipo de juego.[3]
8. Es posible empuñar dos pistolas. Las pistolas no tienen necesariamente que ser del mismo tipo.

### Modos de Juego
Los siguientes modos de juego están incluidos en el juego:
- Bank Robbery: El objetivo de este tipo de juego es robar el banco. Un equipo tiene que atacar el banco y robar la "bolsa de dinero". El equipo del ladrón está equipado con dos dinamita cada uno, lo que les permite hacer un agujero en el edificio y robar al dinero.[5] Después de agarrar el dinero, tienen que volver al punto de escape con él para ganar. El segundo equipo está protegiendo al banco y tratará de evitar que el otro equipo entre.
- Deathmatch y Team Deathmatch: Este modo se parece al clásico Deathmatch. Los jugadores se encuentran en las áreas aleatorias del nivel y deben competir contra otros jugadores en un tiroteo del salvaje oeste. El ganador es el que derrota a los más oponentes en un tiempo determinado o límite de matar. Los niveles tienen dinero y armas que el jugador puede recoger, y más dinero se otorga cuando el jugador derrota a un oponente. Esto permite al jugador comprar armas nuevas y mejores. En el modo Team Deathmatch, los jugadores se dividen en dos equipos. El equipo ganador es el que derrota a la mayoría de los oponentes en un tiempo determinado. Los niveles siguen siendo los mismos que en el modo normal Deathmatch.

- Duelo: El modo de duelo se asemeja a los shoot-outs clásicos occidentales usando sólo pistolas. Este tipo de juego es adecuado para 2, 3 o 4 jugadores y también para equipos de 2 jugadores. Los mapas del duelo son mapas enormes divididos en varias partes. Se pueden realizar duelos independientes en cada parte del mapa (se admiten hasta 16 jugadores por mapa).

- Round Teamplay: Este modo es un cruce entre Bank Robbery y Deathmatch. Los jugadores se dividen en dos equipos. Se otorga un punto al equipo que derrota al equipo contrario. El equipo ganador es el primero en alcanzar la cantidad establecida de puntos o tiene el mayor número de puntos en un tiempo establecido.

## Recepción
Smokin 'Guns y (Western Quake 3 version cuando el juego era un mod) fueron mencionados en la revista de juegos de Internet de Alemania Extreme-Players Western Quake 3 beta 2.0 fue galardonado con el Mod-of-the-Month Award por Mod DB. [9] También ha recibido críticas positivas de varios otros sitios web.